# Webster–Ashburtonfördraget

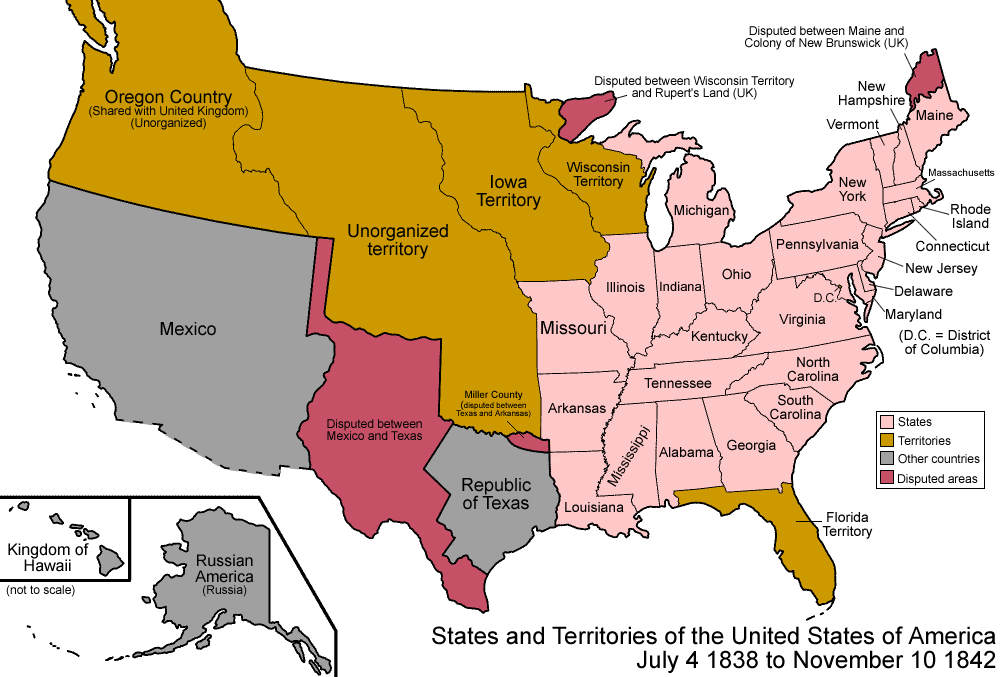
Områdena i Webster–Ashburtonfördraget längst upp på höger och i mitten.

Webster–Ashburtonfördraget (engelska: Webster–Ashburton Treaty) var ett avtal mellan USA och Förenade kungariket Storbritannien och Irland. Fördraget ingicks 1842 och reglerade vissa kommersiella dispyter mellan länderna och gränsen mellan brittiska Kanada och USA.

## Bakgrund
Efter Parisavtalet år 1783 och det Anglo-Amerikanska fördraget år 1818 kvarstod en del mindre gränskonflikter mellan USA och brittiska Kanada främst väster om de Stora sjöarna och kring dagens Maine.

## Fördraget

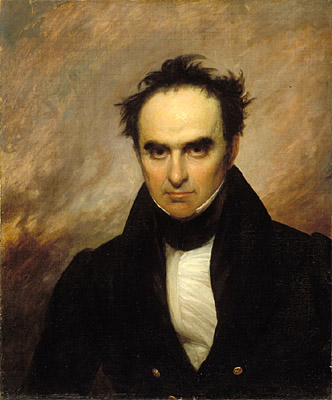
Daniel Webster.

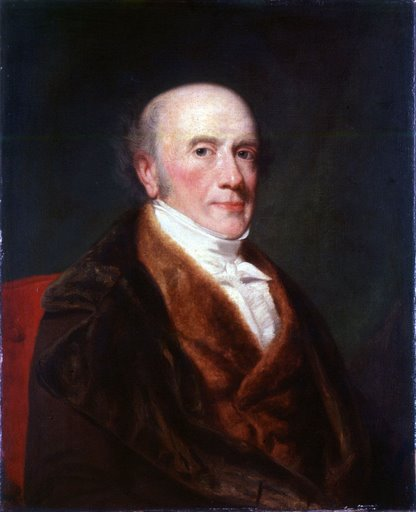
Lord Ashburton.

Förhandlingarna fördes mellan brittiske kronrådsledamoten Alexander Baring på drottning Victorias vägnar och USA:s utrikesminister Daniel Webster på president John Tylers vägnar.
Den 4 april 1842 anlände Ashburton (som var vän till Webster) och hans delegation till Washington och förhandlingarna inleddes i Ashburton House vid Lafayette Square.
Fördragets officiella titel är "Fördraget mellan Hennes Majestät och USA, fastslå och definiera gränserna mellan Hennes Britanniska Majestäts besittningar i Nordamerika och USA:s territorier, den slutgiltiga bekämpningen av den afrikanska slavhandeln, och överlämnande av vissa kriminella" (Treaty between Her Majesty and the United States of America, to settle and define the Boundaries between the Possessions of Her Britannic Majesty in North America, and the Territories of the United States; for the Final Suppression of the African Slave Trade; and for the Giving Up of Criminals, Fugitive from Justice, in Certain Cases).
Avtalet reglerade också handläggningen av de som deltog i det kanadensiska upproret och därefter flydde till USA 
Fördraget reglerade även farvattnen på St Johnsfloden och hanteringen av slavtrafiken från Afrika.
Fördraget omfattar 12 paragrafer och undertecknades i Washington, D.C. den 9 augusti.
Avtalet ratificerades av USA den 22 augusti och av Storbritannien den 5 oktober och länderna utbytte ratifikationerna vid en ceremoni i London den 15 oktober 1842 varefter avtalet trädde ikraft den 10 november.

### Gränsreglering

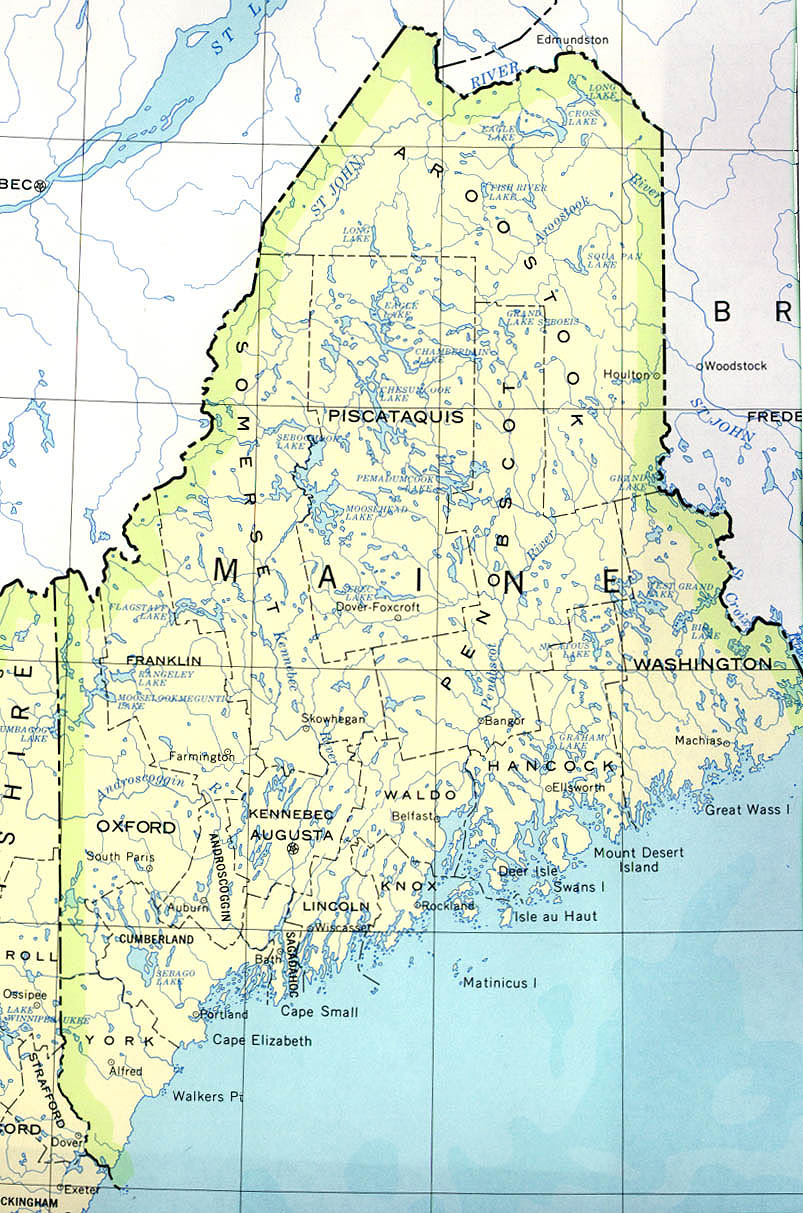
Områdena kring Maine.

Avtalet reglerade gränsen mellan USA och Kanada mellan dagens Maine och New Brunswick och mellan Minnesota och Ontario. Gränsen bekräftades genom sjön Lake of the Woods och fastslogs genom Lake Superior vid Isle Royale. Maineområdet omfattade cirka 31 080 km² varav cirka 12 950 km² överläts åt Storbritannien. Trots att USA avstod de norra delarna i sina anspråk innebar fördraget ändå ett bidrag till USA:s territoriella expansion då arealen i de erhållna områdena (kring Maine) omfattade cirka 18 130 km². Regleringen av Oregonterritoriet berördes dock inte. Avtalet omfattade dagens:
- den norra delen av Maine
- den norra delen av Minnesota

### Fotnoter
1. 1 2 3 4   Lexum Laboratory, University of Montreal Arkiverad 14 november 2009 hämtat från the Wayback Machine. (läst 4 januari 2011)
2. 1 2 3 4 5   Office of the Historian, United States Department of State Arkiverad 7 januari 2011 hämtat från the Wayback Machine. (läst 4 januari 2011)
3. 1 2 3 4 5   The Canadian Encyclopedia (läst 4 januari 2011)
4. 1 2   Encyclopedia Britannica (läst 4 januari 2011)
5. 1 2   The Avalon Project at Yale Law School (läst 4 januari 2011)
6. 1 2 3 4 5   The Upper St. John River Valley (läst 4 januari 2011)
7. 1 2 3   People Maine Arkiverad 13 maj 2012 hämtat från the Wayback Machine. (läst 4 januari 2011)